# Usambilla haematogramma
Usambilla haematogramma är en insektsart som beskrevs av Nicholas David Jago 1981. Usambilla haematogramma ingår i släktet Usambilla och familjen Lentulidae. Inga underarter finns listade i Catalogue of Life.